# Einar Forseth
Carl Einar Andreas Forseth, né en 1892 et mort en 1988, est un artiste suédois, connu surtout pour ses mosaïques dans le Hall d'Or à l'hôtel de ville de Stockholm achevé en 1923,.

## Jeunesse
Né à Linköping, Einar Forseth est le fils du lithographe norvégien  Ole Andreas Forseth. Il a grandi à Örebro où son père dirige une entreprise de lithographie. En 1905, la famille déménage à Göteborg où il devient élève de Gunnar Hallström, Anders Trulsson et Charles Lindholm à l'école d'arts et métiers (Slöjdföreningens Skola). Il termine ses études à l'Académie Royale des Arts de Stockholm (1912-1915), il était alors élève de Olle Hjortzberg et de Oscar Björck.

## Période post-études

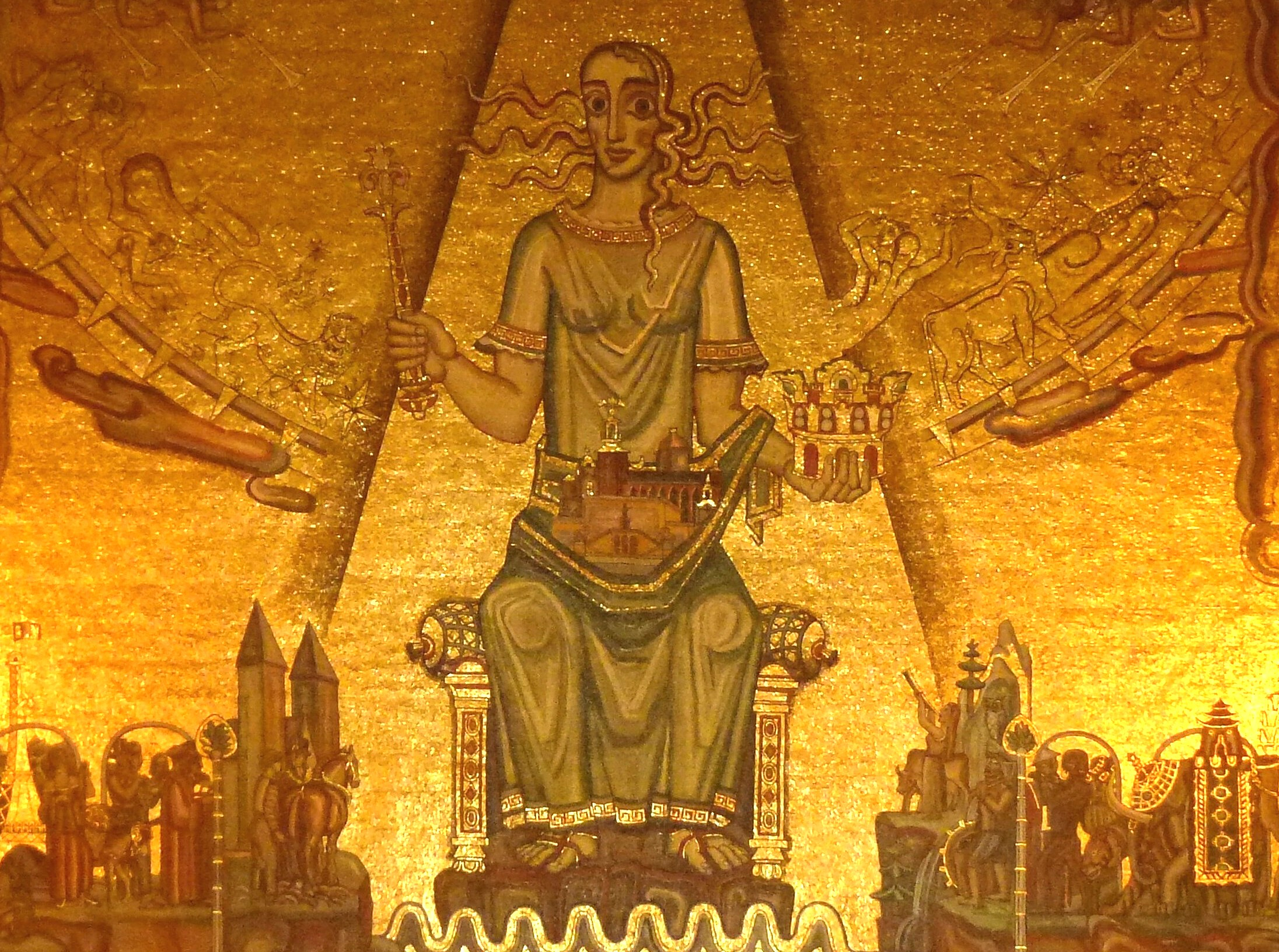
La reine Mälar, Salle dorée, Stockholm

Au cours de ses voyages à Istanbul, en Grèce et en Italie, il développe un intérêt dans l'art monumental et décoratif qui s'est étendu à des fresques, des textiles et des peintures à l'huile. De 1921 à 1923, il décore la Salle Dorée de l'hôtel de Ville de Stockholm avec des mosaïques de style Byzantin, de la création de la reine Mälar comme figure centrale.
Des exemples de ses vitraux peuvent être vus dans l'Église de St Mary, Helsingborg (1937), Sankt Nicolai, Halmstad (1937), et à Cathédrale Saint-Michel de Coventry pour lequel il a aussi créé les mosaïques au sol (1962). Il a également contribué à l'usine de porcelaine de Lidköping,.
Il a reçu la Médaille du Prince Eugène en 1963 dans la catégorie peintre.